# 工事看板

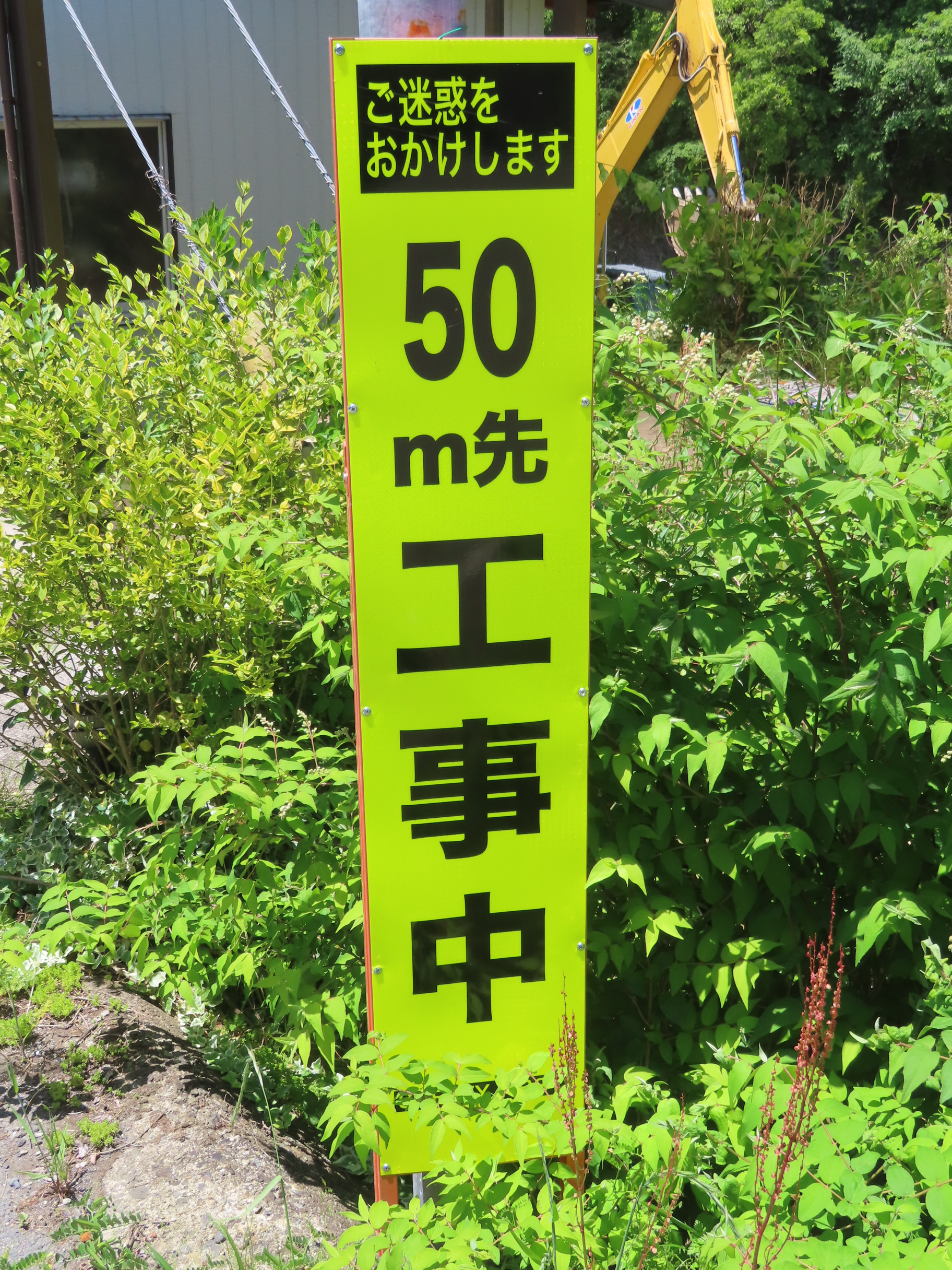
50m先で工事中であることを示す工事看板

工事看板（こうじかんばん）とは道路利用者などに工事の情報を提供するための看板である。

## 目的
道路上で工事を行う際に道路を通行する道路利用者に対して工事中であることを示し、道路や工事の安全を確保するために設置される。工事現場では周辺住民や通行人に大きな影響を及ぼすことがあり、工事の進捗や作業時間、作業内容に応じて適切に設置することで周囲に十分な注意を促す効果がある。
適切に看板を設置することで、企業の社会的責任を果たすことになり、従業員・取引先・周辺住民からの信頼を得やすくなる。その結果、企業のイメージ向上や長期的な事業の安定にも寄与する。

## 種類
工事看板は「工事中」「徐行」「通行止め」などを示す看板である。一般的に広く使用される表示はあるが、オリジナルの表示で特注したものや複数言語に対応したものなどもある。施工会社名や日時、休工状況などを示す場合にはマグネットシートを用いる。こうした工事看板は標識令で定められた正規の道路標識と併用して用いられる。そのほか、労働基準法に基づく労働時間管理を周知するための「4週8休」の工事看板や、防犯カメラやAEDを設置したことを示す工事看板もある。
2006年（平成18年）4月1日に国土交通省が「道路工事現場における標示施設等の設置基準」を改正し、道路利用者に工事に関する情報を分かりやすく提供するよう改正。工事期間が一目で分かるように強調し、何の工事を何の目的で行っているのか分かるようにした。この改正でドライバー向けの「工事中看板」、歩行者向けに工事開始を事前に周知する「工事情報看板」と現在施工中の工事に関する情報提供を行う「工事説明看板」の3種類が制定された。

## 材質
全面反射タイプの工事看板は3Mが製作する反射材「スコッチライト」からSL看板と呼ばれている。ただし、現在では異なるメーカーの反射材どころか、無反射のものも含めて工事看板全体をSL看板と呼ぶことがある。なお、西日本は昼間のみの工事では無反射のものが用いられることが多いが、日没が早い東日本では昼間のみの工事でも反射式の工事看板を用いるのが一般的である。反射式の工事看板は普通反射と高輝度反射の2種類に大別され、国土交通省発注の工事は高輝度反射のものを用いることが義務付けられている。
サイズは縦1400 mm × 横550 mmのものと、縦1400 mm × 横275 mmのものが一般的に使用され、後者はスリム看板・スリムサイズと呼ばれる。なお、工事の期間・内容を示した「工事中看板」や迂回路の案内は縦1400 mm × 横1100 mmのものが用いられる。板面は約0.3 mm厚の塗装鋼板（トタン板）を用い、自立式の鉄枠にビスで打ち付けた構造が多い。この鉄枠は東日本では25角、西日本では19角が用いられる。施工現場によっては差込用枠、アルミ製枠、間伐材枠、丸パイプ枠が用いられることもある。

## 付属品
夜間作業を行う場合は、反射性能を持つ工事看板を使用するほか、LED照明を看板に設置することで安全を確保できる。
ガードレールに設置する場合は専用の取付金具が用いられる。
強風による倒壊や破損を防止するためには留め具やウェイトが用いられる。

## 維持管理
工事看板は設置後、維持管理を適切に行う必要がある。特に工事期間が長期に及ぶ場合は看板の劣化や固定の緩みによって事故を引き起こすことがある。
固定が不十分な看板は風や振動で倒れ、作業員や通行人に直撃し負傷させるリスクがある。また、文字のかすれや退色により劣化した看板では道路利用者へ注意喚起ができなくなり、安全に悪影響を及ぼす。
設置直後や強風・豪雨の後には固定状態が緩んでいないかチェックする。また、定期的に表面の劣化状況をチェックする。チェックして問題があれば転倒防止措置や修繕、交換をしなければならない。
屋外に設置されている看板は汚れやすいため、表面は中性洗剤と水を使用して泥や汚れをやさしく洗い落として、柔らかい布で軽くふき取る。錆や腐食があればやすりやワイヤーブラシで磨き、防錆塗料を塗布する。看板を固定するスタンドやビスは看板本体より劣化しやすいため、定期的な交換や緩んでいた場合の増し締めが必要である。